# ليغنين

تصور محتمل لبنية الليغنين

الليغنين (ملاحظة 1) هو مركب كيميائي معقد يستخرج في أغلب الأحيان من الخشب، حيث يشكل حوالي ربع إلى ثلث الكتلة الجافة منه . يعد الليغنين من المكونات الجدار الثانوي في الجدار الخلوي للنباتات،  وبعض الأشنيات.
طرح مصطلح ليغنين أول مرة من قبل عالم النبات السويسري آوغستين بيراموس دي كاندولة Augustin Pyramus de Candolle عام 1819، والذي اشتقه من الكلمة اللاتينية lignum بمعنى الخشب.
يعد الليغنين من أكثر البوليمرات الطبيعية انتشاراً على سطح الأرض بعد السليولوز، مسخراً بذلك 30% من الكربون العضوي غير الأحفوري.
نتيجة عدم التجانس الكبير في بنية الليغنين، لا توجد له بنية أولية محددة. وظيفة الليغنين هي تدعيم وتقوية الخشب في الأشجار.
تفرزه بعض أنواع الجراثيم والفطريات، مثل الصوفان الحرشفي.

## تاريخ
ذُكِر الليغنين لأول مرة في عام 1813 من قِبَل عالم النبات السويسري أوغستان بيرام دو كندول، الذي وصفه بأنه مادة ليفية لا طعم لها، وغير قابلة للذوبان في الماء والكحول ولكنها قابلة للذوبان في المحاليل القلوية الضعيفة، والتي يمكن أن تترسب من المحلول باستخدام الحمض. أُطلِق على المادة اسم "ليغنين"، وهي مشتقة من الكلمة اللاتينية lignum، وتعني الخشب. إنه أحد أكثر البوليمرات العضوية وفرة على وجه الأرض، ويتجاوزه السليولوز فقط. يُشكِّل الليغنين 30٪ من الكربون العضوي غير الأحفوري و 20% إلى 35٪ من الكتلة الجافة للخشب. حُدِّد العصر الكربوني (الجيولوجيا) جزئيًا من خلال تطور الليغنين.

## التكوين والهيكل
يختلف تكوين الليغنين من نوع لآخر. مثال على التركيب من عينة أسبن (Aspen) هو 63.4٪ كربون، 5.9٪ هيدروجين، 0.7٪ رماد (مكونات معدنية)، و 30٪ أكسجين (بالاختلاف)، مطابق تقريبًا للصيغة C31H34O11)n). باعتباره بوليمرًا حيويًا، فإن الليغنين غير معتاد بسبب عدم تجانسه وعدم وجود هيكل أساسي محدد. وظيفته الأكثر شيوعًا هي الدعم من خلال تقوية الخشب (المُكوَّن أساسًا من خلايا نسيج الخشب والألياف الخشبية الصلبة) في النباتات الوعائية. 
الليغنول (lignols) المتشابك هو من ثلاثة أنواع رئيسية، كلها مشتقة من فينيل بروبان : 4-هيدروكسي -3-ميثوكسيفينيل بروبان، 3.5-ثنائي ميثوكسي -4-هيدروكسي فينيل بروبان، و 4-هيدروكسي فينيل بروبان. تميل الأولى إلى أن تكون أكثر انتشارًا في الصنوبريات والأخيرة في الأخشاب الصلبة.

الأحاديات الثلاثة الشائعة: كحول باراكوماريل (1)، كحول الكونيفيريل (2)، كحول سينابيل (3).

الليغنين عبارة عن بوليمر متشابك مع كتل جزيئية تزيد عن 10000 وحدة كتل ذرية. إنه كاره للماء نسبيًا وغني بالوحدات الفرعية العطرية. من الصعب قياس درجة البلمرة، لأن المادة غير متجانسة. وُصِفت أنواع مختلفة من الليغنين اعتمادًا على وسيلة العزل. 
ثلاثة مونوليجنول (Monolignol) أحادي القسيمة هي أسلاف، وكلها ميثوكسيلات بدرجات مختلفة: كحول باراكوماريل (Paracoumaryl alcohol)، كحول كونيفريل (Coniferyl alcohol)، وكحول سينابيل (Sinapyl alcohol). تُدمَج هذه الليغنولات في الليغنين على شكل الفينيل البروبانويد بي هيدروكسي فينيل (p-hydroxyphenyl) وغواياسيل (Guaiacyl) وسيرينغيل (syringyl) على التوالي. تحتوي عاريات البذور على مادة الليغنين التي تتكون بالكامل تقريبًا من غواياسيل بكميات صغيرة من بي هيدروكسي فينيل. غالبًا ما تكون كاسيات البذور ثنائية الفلقة مزيجًا من الغواياسيل وسيرينغيل (مع القليل جدًا من بي هيدروكسي فينيل)، والليغنين أحادي الفلقة هو خليط من الثلاثة. معظم الحشائش تحتوي على غواياسيل، بينما تحتوي بعض أشجار النخيل بشكل رئيسي على سيرينغيل. تحتوي جميع الليغنين على كميات صغيرة من المونولينول غير المكتمل أو المُعدَّل، والمونومرات الأخرى بارزة في النباتات غير الخشبية. 

## الوظيفة البيولوجية
يملأ الليغنين الفراغات الموجودة في جدار الخلية بين مكونات السليلوز، والهيميسليلوز (Hemicellulose)، والبكتين، وخاصة في الأنسجة الوعائية والداعمة: القصبات الخشبية، وعناصر الأوعية الدموية، والخلايا الصلبة. يرتبط تساهميًا بالهيميسيلولوز (Hemicellulose)، وبالتالي يربط بين السكريات النباتية المختلفة، مما يمنح القوة الميكانيكية لجدار الخلية وبالتالي النبات ككل. 
يلعب الليغنين دورًا مهمًا في توصيل المياه في سيقان النبات. مكونات عديد السكاريد في جدران الخلايا النباتية شديدة المحبة للماء وبالتالي فهي قابلة للنفاذ إلى الماء، في حين أن الليغنين أكثر كرهًا للماء. يعتبر تشابك السكريات بواسطة الليغنين عُقبة أمام امتصاص الماء لجدار الخلية. وهكذا، يجعل الليغنين من الممكن لأنسجة الأوعية الدموية في النبات توصيل المياه بكفاءة. يوجد الليغنين في جميع النباتات الوعائية، ولكن ليس في الطحالب، مما يدعم فكرة أن الوظيفة الأصلية للليغنين كانت مقصورة على نقل المياه. ومع ذلك، فهو موجود في الطحالب الحمراء، مما يشير إلى أن السلف المشترك للنباتات والطحالب الحمراء يصنع الليغنين أيضًا. قد يشير هذا إلى أن وظيفتها الأصلية كانت هيكلية، يلعب هذا الدور في الطحالب الحمراء كاليارثرون (Calliarthron)، حيث يدعم المفاصل بين الأجزاء المتكلسة. الاحتمال الآخر هو أن الليغنين الموجود في الطحالب الحمراء وفي النباتات هو نتيجة للتطور المتقارب وليس من أصل مشترك. 

## الأهمية الاقتصادية

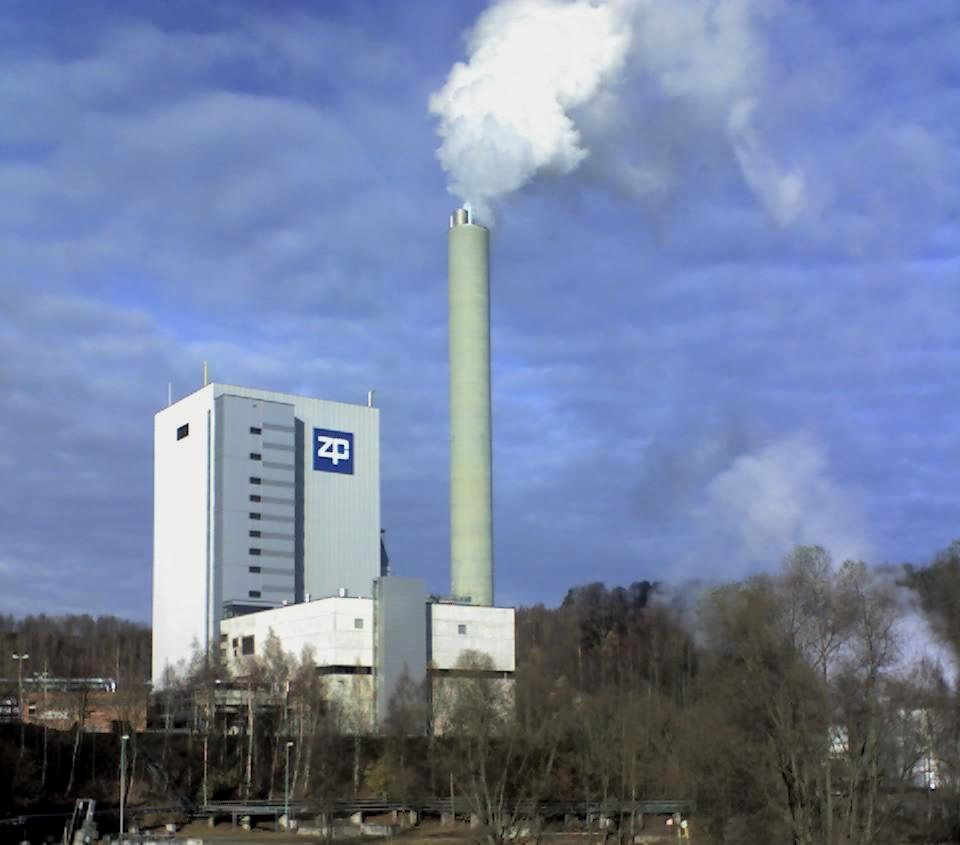
ZPR في بلانكنشتاين

الإنتاج التجاري العالمي من الليغنين هو نتيجة لصناعة الورق. في عام 1988، أُنتِج أكثر من 220 مليون طن من الورق في جميع أنحاء العالم. كثير من هذه الورقة جُرِّد، يشتمل اللجنين على حوالي 3/1 من كتلة اللجنوسليلوز (lignocellulose)، مقدمة على الورق. وبالتالي يمكن ملاحظة أن الليغنين يُتَعامَل معه على نطاق واسع جدًا. يعتبر الليغنين عائقًا أمام صناعة الورق لأنه ملون، يصفَرُّ في الهواء، ووجوده يُضعِف الورق. بمجرد فصله عن السليلوز يُحرَق كوقود. يُستَخدَم جزء فقط في مجموعة واسعة من التطبيقات ذات الحجم المنخفض، حيث يكون الشكل وليس الجودة مهمًا. 
لا يزال اللب الميكانيكي أو عالي الإنتاجية، والذي يُستَخدَم في صناعة ورق الصحف، يحتوي على معظم الليغنين الموجود أصلاً في الخشب. هذا الليغنين مسؤول عن اصفرار ورق الصحف مع تقدم العمر. يتطلب الورق عالي الجودة إزالة الليغنين من اللب. عمليات إزالة الليغنين هذه هي التقنيات الأساسية لصناعة الورق وكذلك مصدر مخاوف بيئية كبيرة.
في عملية تلبُّب الكبريت (Sulfite pulping)، يُزال الليغنين من لب الخشب في صورة ليجنو سلفونات (Lignosulfonates)، والتي اقتُرِح العديد من التطبيقات لها. 

## الهوامش
- ملاحظة 1 المرادفات: أو الخَشْبِين[26] أو اللِّيْنِيْن[26] (بالإنجليزية: Lignin)